# Billie Joe Armstrong
 (mai 2012).
Si vous disposez d'ouvrages ou d'articles de référence ou si vous connaissez des sites web de qualité traitant du thème abordé ici, merci de compléter l'article en donnant les références utiles à sa vérifiabilité et en les liant à la section « Notes et références ».
Pour les articles homonymes, voir Armstrong.
Billie Joe Armstrong, né le 17 février 1972 à Oakland en Californie, est un chanteur, guitariste, auteur-compositeur-interprète, producteur et comédien américain. Il est le leader du groupe punk rock Green Day. Il joue également du piano, de la basse, de la batterie, de l'harmonica et du saxophone.

## Biographie

### Carrière musicale
Billie Joe et Mike Dirnt, tous deux grands amis d'enfance, aimaient et jouaient des chansons de heavy metal, avec des influences musicales comme Ozzy Osbourne ou Def Leppard. Ils jouaient souvent avec des groupes locaux comme les Dead Kennedys ou encore Buck Naked.
Billie Joe est issue d'une famille nombreuse (5 frères et sœurs) et a passé toute son enfance baigné dans la musique.
Le père de Billie Joe, Andy Armstrong, décède le 1er septembre 1982 d'un cancer de l’œsophage alors que Billie est âgé de seulement dix ans. Le jour de son enterrement, Billie rentra chez lui en courant et s'enferma dans sa chambre. Lorsque sa mère rentra et frappa à sa porte, Billie répondit « Wake me up when September ends », qui deviendra en 2004 le titre d'une de ses chansons les plus célèbres (Wake Me Up When September Ends). Sept ans plus tard, Ollie Armstrong, la mère de Billie, se remarie avec un homme que ni lui ni ses frères et sœurs n'apprécient. Il écrit sa première chanson Why do you want him à l'âge de 14 ans à ce propos.
À 16 ans, Billie Joe, accompagné de Mike à la basse et de John Kiffmeyer (alias Al Sobrante) à la batterie, forme le groupe Sweet Children. Ils donnaient des prestations au Rod’s Hickory Pit, où travaillait Ollie Armstrong, la mère de Billie Joe.
La veille de ses 18 ans, le 16 février 1990, Billie Joe abandonne l’école (Pinole Valley High School) pour se concentrer sur Sweet Children. Il savait ce qu’il voulait faire : jouer de la musique car l’école ne lui servait à rien. À cette époque, son surnom était 2$Bill, car c'était le prix auquel il vendait des joints de cannabis.
En 1990, Al Sobrante abandonne le groupe pour l'université. Il fallait trouver un nouveau batteur. Al fut remplacé par un certain Dave E.C. qui laissa très vite sa place à Tré Cool (né Frank Edwin Wright III). Peu de temps plus tard, Sweet Children a été rebaptisé Green Day (selon une chanson de leur premier album studio ainsi que leur penchant pour la marijuana). Le groupe va connaître un important succès international.

### Vie privée
La bisexualité, de Billie Joe Armstrong est de notoriété publique depuis que celui-ci l'a révélée dans une interview à The Advocate, où il estime notamment que « tout un chacun est né bisexuel », mais que la société et l'éducation que nous recevons nous empêchent de développer cet aspect-là de notre personnalité. La bisexualité est par ailleurs un thème abordé dans Coming Clean
. Billie Joe Armstrong a par la suite été plus discret sur cet aspect de lui-même, en particulier depuis la naissance de ses enfants.
C’est à Minneapolis (Minnesota), lors d'un concert de Green Day en 1990, que Billie Joe rencontre pour la première fois une jeune femme originaire du Minnesota, nommée Margot Lewis. Ils se lient d'abord d'amitié, puis entament une relation longue-distance, qui se termine vers 1992. Pendant ce temps, Billie Joe a d'autres petites amies, dont une certaine Amanda. Les chansons She, Sassafras Roots, Chump, Good Riddance (Time Of Your Life), Whatsername, ou encore Amanda (de Green Day) ont été écrites par Billie Joe à propos d'Amanda. Les deux jeunes gens sortent ensemble pendant environ un an. Un peu plus tard, Amanda part pour l'Équateur. Au début de l'année 1994 environ, Billie Joe reprend contact avec Adrienne Nesser, en faisant en sorte de faire des concerts dans le Minnesota, où vit la jeune femme. Billie Joe demande rapidement Adrienne en mariage. Ils se marient le 2 juillet 1994 (la cérémonie dura environ dix minutes car les futurs mariés, tellement angoissés par cette cérémonie, s'étaient saoulés à la bière juste avant le mariage). Le lendemain du mariage, Adrienne se rend compte qu’elle est enceinte de Billie Joe. Leur premier fils, Joseph « Joey » Marcicano Armstrong, naît le 28 février 1995. Son petit frère, Jakob Danger Armstrong, naît le 12 septembre 1998.
Adrienne et Billie Joe ont fondé Adeline Records, une maison de disques qui possédait également une ligne de vêtements, Adeline Street.

## Instruments
En 2006, Gibson a lancé une guitare basée sur la 1956 LP junior, mieux connue sous le nom Floyd. Cette guitare porte le nom Billie Joe Armstrong Signature Les Paul Junior, et elle a été conçue en collaboration avec Billie Joe. Elle est équipée non pas d'un micro de type P-90 comme la Les Paul Junior originelle, mais d'un H-90 qui est de type double bobinage (humbucker) « stacked » au format d'un P-90, développé spécifiquement pour et en collaboration avec Billie Joe d’après Gibson. Une nouvelle Billie Joe Armstrong Signature Les Paul Junior DC est sortie, elle est disponible uniquement en TV Yellow.
Sortie en 2014 de la Gibson ES-137 signature Billie Joe Armstrong en édition limitée, équipée de deux micro P-90 simple bobinage livrée avec un étui Gibson. Elle est disponible uniquement en Black Cherry Burst.